# Albert Dickson de Lima
Albert Dickson de Lima (Natal, 18 de abril de 1972) é um médico oftalmologista e político brasileiro filiado ao Partido da Social Democracia Brasileira (PSDB). Foi deputado estadual do Rio Grande do Norte.
Em 2014, foi eleito deputado estadual pelo PROS com 37.461 votos (2.26%). Em 2016, Albert conseguiu eleger sua esposa, Carla Dickson vereadora de Natal também pelo PROS.
Em 2018 foi reeleito para a Assembleia Legislativa com 31.698 votos (1.88%). Não conseguiu se reeleger em 2022.